# Хотел Радисон Ројал (Москва)
Хотел Радисон Ројал је луксузни хотел са пет звездица у центру Москве, који се налази на ободу реке Москва, којим управља хотелска група Резидор. И даље користи своје претходно име - Хотел Украјина.

## Историја
Изградњу хотела Украјна је наручио Јосиф Стаљин. Дизајнирали су га Аркади Мордвинов и Вјачеслав Олтажевски (водећи совјетски стручњак за челичну конструкцију високоградње), и то је друга највиша зграда од неокласичних стаљинских зграда "Седам сестара" ((198 m (650 ft) са 34 спрата. То је био највиши хотел на свету од његове изградње све до отварања хотела Вестин Пичтри Плаза у Атланти, Џорџија, САД 1976. Изградња на ниској обали реке значила је да су градитељи морали да копају знатно испод нивоа воде. Ово је омогућено генијалним системом за задржавање воде, коришћењем периметра игличних пумпи дубоко у земљу.
Хотел је отворен 25. маја 1957. Затворен је 2007. године због потпуног реновирања и рестаурације. 2009. године, власници су потписали уговор са хотелском групом Резидор тако да они могу да руководе хотелом са новим називом Хотел Радисон Ројал. Хотел је задржао своје оригинално име, само у неке сврхе.
Хотел је поново отворен 28. априла 2010. године, након три године реновирања. Фасада је била детаљно рестаурирана, док је додата модерна технологија, укључујући вишеслојне системе за чишћење воде и системе за циркулацију ваздуха.
Хотел је купио милијардер, инвеститор Год Нисанов за 59 милиона фунти на аукцији 2005. године Он је сувласник заједно са Зарахм Илијевим.

## Објекти
Хотел располаже са 505 соба, 38 апартмана, 5 ресторана, конференцијским центром, банкет салом, библиотеком, спа и велнес центром, са 50 m затвореним базеном и флотом јахте. 

## Уметничка колекција
У хотелу се налази и око 1.200 оригиналних слика најистакнутијих руских уметника прве половине 20. века, а на првом спрату се налази диорама "Москва - престоница Совјетског Савеза" у скали 1:75 која показује историјски центар Москве и окружење града од Лужњики до Земљаној Вала 1977. године, када је створено уметничко дело.